# Hot Springs (Texas)
Pour les articles homonymes, voir Hot Springs.
Hot Springs est une ancienne station thermale américaine dans le comté de Brewster, au Texas. Protégée au sein du parc national de Big Bend, elle est inscrite au Registre national des lieux historiques depuis le 17 septembre 1974. On y accède par le Hot Springs Canyon Trail.